# Jack Waite
Jack Waite (* 1. Mai 1969 in Madison, Wisconsin) ist ein ehemaliger US-amerikanischer Tennisspieler, der hauptsächlich im Doppel erfolgreich war.

## Leben
Waite spielte ab 1992 zunächst auf der ATP Satellite-Tour und erreichte als Qualifikant bei seinem ersten Turnier das Halbfinale. Im Jahr darauf wurde er Tennisprofi und konnte sich über die Qualifikation auch ins Hauptfeld von Challenger-Turnieren spielen. In São Paulo gelang ihm mit einem Erstrundensieg über Gastón Etlis erstmals ein Spielgewinn auf der Challenger-Tour. Wenig später gelang ihm die Qualifikation für das ATP-Turnier von Båstad, wo er in der ersten Runde glatt gegen Stefan Edberg unterlag. Bis zum Ende seiner Karriere spielte er noch zahlreiche Qualifikationen, ein Sprung ins Hauptfeld gelang ihm jedoch nicht mehr.
Erfolgreicher war er im Doppel, bereits 1994 gewann er an der Seite von Tom Kempers seinen ersten ATP-Doppeltitel. Zwei weitere Titel folgten im Jahr 1996. Im Laufe seiner Karriere stand er darüber hinaus mit wechselnden Partnern in insgesamt acht Finalbegegnungen. Seine höchste Notierung in der Tennis-Weltrangliste erreichte er 1997 mit Position 410 im Einzel sowie 1997 mit Position 44 im Doppel.
Im Einzel konnte er sich nie für ein Grand-Slam-Turnier qualifizieren. In der Doppelkonkurrenz erreichte er 1997 an der Seite von Dave Randall das Achtelfinale der US Open, sie unterlagen John-Laffnie de Jager und Robbie Koenig in drei Sätzen.

## Erfolge
| Legende                       |
| Grand Slam                    |
| Tennis Masters Cup            |
| ATP Masters Series            |
| ATP International Series Gold |
| ATP International Series (3)  |
| ATP Challenger Series (16)    |

| Titel nach Belag |
| Hartplatz (1)    |
| Sand (2)         |
| Rasen (0)        |
| Teppich (0)      |

### Doppel

#### Turniersiege

##### ATP Tour
| Nr. | Datum           | Turnier  | Belag     | Partner          | Finalgegner                   | Ergebnis      |
| --- | --------------- | -------- | --------- | ---------------- | ----------------------------- | ------------- |
| 1.  | 2. Oktober 1994 | Palermo  | Sand      | Tom Kempers      | Neil Broad Greg Van Emburgh   | 7:6, 6:4      |
| 2.  | 14. Januar 1996 | Auckland | Hartplatz | Marcos Ondruska  | Jonas Björkman Brett Steven   | kampflos      |
| 3.  | 6. Oktober 1996 | Marbella | Sand      | Andrew Kratzmann | Pablo Albano Lucas Arnold Ker | 6:7, 6:3, 6:4 |

##### Challenger Tour
| Nr. | Datum              | Turnier         | Belag         | Partner            | Finalgegner                            | Ergebnis       |
| --- | ------------------ | --------------- | ------------- | ------------------ | -------------------------------------- | -------------- |
| 1.  | 18. Juli 1993      | Ostende         | Sand          | Stephen Noteboom   | Jean-Philippe Fleurian Andrea Gaudenzi | 6:7, 6:1, 6:4  |
| 2.  | 19. September 1993 | Natal           | Sand          | Stephen Noteboom   | Luiz Mattar Jaime Oncins               | 4:6, 6:0, 6:3  |
| 3.  | 3. Oktober 1993    | Cali            | Sand          | Tom Kempers        | Christer Allgårdh Maurice Ruah         | 6:2, 6:4       |
| 4.  | 17. Oktober 1993   | Recife          | Sand          | João Cunha e Silva | Michael Geserer Simon Touzil           | 6:3, 6:1       |
| 5.  | 24. Oktober 1993   | Curitiba        | Sand          | João Cunha e Silva | Francisco Montana Gilbert Schaller     | 4:6, 6:3, 6:0  |
| 6.  | 15. Mai 1994       | Dresden         | Sand          | Royce Deppe        | Trevor Kronemann Marcos Ondruska       | 6:4, 1:6, 6:3  |
| 7.  | 17. Juli 1994      | Ulm             | Sand          | Donald Johnson     | Wladimer Gabritschidse Andrei Merinow  | 4:6, 6:2, 6:0  |
| 8.  | 26. Februar 1995   | Mendoza         | Sand          | Donald Johnson     | Márcio Carlsson Gustavo Kuerten        | 6:3, 6:2       |
| 9.  | 7. April 1996      | Puerto Vallarta | Hartplatz     | Francisco Montana  | Claude N’Goran Daniel Orsanic          | 6:2, 6:3       |
| 10. | 16. Juni 1996      | Zagreb          | Sand          | Donald Johnson     | Clinton Ferreira Andrei Pavel          | 3:6, 6:1, 6:0  |
| 11. | 8. September 1996  | Prostějov       | Sand          | Mathias Huning     | Fredrik Bergh Patrik Fredriksson       | 6:3, 7:6       |
| 12. | 26. Oktober 1997   | Brest           | Hartplatz (i) | Dave Randall       | John-Laffnie de Jager Robbie Koenig    | 4:6, 6:1, 6:4  |
| 13. | 22. November 1998  | Andorra         | Hartplatz (i) | Justin Gimelstob   | Massimo Ardinghi Vincenzo Santopadre   | 2:6, 6:4, 6:3  |
| 14. | 11. April 1999     | Neapel          | Sand          | Marcos Ondruska    | Massimo Bertolini Cristian Brandi      | 6:4, 7:6       |
| 15. | 26. September 1999 | Stettin         | Sand          | Aleksandar Kitinov | Guillermo Cañas Martín Alberto García  | 6:1, 5:7, 6:4  |
| 16. | 28. Januar 2001    | Heilbronn       | Teppich (i)   | Sander Groen       | Petr Luxa David Rikl                   | 1:6, 6:3, 7:64 |

#### Finalteilnahmen
| Nr. | Datum             | Turnier    | Belag       | Partner            | Finalgegner                       | Ergebnis        |
| --- | ----------------- | ---------- | ----------- | ------------------ | --------------------------------- | --------------- |
| 1.  | 8. Oktober 1995   | Valencia   | Sand        | Tom Kempers        | Tomás Carbonell Francisco Roig    | 5:7, 3:6        |
| 2.  | 4. August 1996    | Amsterdam  | Sand        | Rikard Bergh       | Donald Johnson Francisco Montana  | 4:6, 6:3, 2:6   |
| 3.  | 15. Juni 1997     | Bologna    | Sand        | Dave Randall       | Gustavo Kuerten Fernando Meligeni | 2:6, 5:7        |
| 4.  | 24. August 1997   | Boston (1) | Hartplatz   | Dave Randall       | Jacco Eltingh Paul Haarhuis       | 4:6, 2:6        |
| 5.  | 30. August 1998   | Boston (2) | Hartplatz   | Chris Haggard      | Jacco Eltingh Paul Haarhuis       | 3:6, 2:6        |
| 6.  | 25. Juli 1999     | Stuttgart  | Sand        | Aleksandar Kitinov | Jaime Oncins Daniel Orsanic       | 2:6, 1:6        |
| 7.  | 30. Juli 2000     | San Marino | Sand        | Gastón Etlis       | Tomáš Cibulec Leoš Friedl         | 6:71, 5:7       |
| 8.  | 12. November 2000 | Lyon       | Teppich (i) | Ivan Ljubičić      | Paul Haarhuis Sandon Stolle       | 1:6, 7:62, 6:77 |